# Hermann Abert
Hermann Josef Abert, född 25 mars 1871, död 13 augusti 1927, var en tysk musikhistoriker. Han var son till tonsättaren Johann Joseph Abert.

## Biografi
Abert blev docent i Halle 1902, professor där 1909 i Heidelberg 1919 och i Leipzig 1920, 1923 överflyttad till Berlin. Han är känd genom sin bearbetning av Otto Jahns W. A. Mozart. Abert ansågs förena biografisk exakthet med fin vetenskaplig stilkänsla.
Abert utgav även äldre musik och betydande arbeten inom olika musikhistoriska områden: Die Lehre vom Ethos in der griechischen Musik (1899), Die Musikanschauung des Mittelalters (1905), N. Jomelli als Opernkomponist (1908), Goethe und die Musik (1922) med flera.